# Ivan Foullon
Ivan Foullon, né le 23 juillet 1844 et mort le 1920 à Petrograd, est un adjudant-général (30 juillet 1904) et général d'infanterie dans l'armée russe impériale (6 décembre 1907). Il provient d'une famille de Russes allemands. 

## Biographie
En 1863, il participe à la répression de l'insurrection de Janvier à Varsovie
À partir de 1874 il accompagne l'empereur Alexandre II lors de ses voyages en Russie et pendant la guerre russo-turque de 1877-1878.
Le 9 mars 1900, il est vice-gouverneur de Varsovie , alors dans l'empire russe, chargé de la police. 
Du 12 février 1904 au 11 janvier 1905, il est maire de Saint-Pétersbourg.
Lors de la constitution du Collectif des travailleurs russes de Saint-Pétersbourg organisée par Gueorgui Gapone il soutient ce mouvement dans une certaine mesure. Il fait de même pendant la grève générale de janvier 1905 à Saint-Pétersbourg. Mais après le Dimanche rouge il est démis de ses fonctions . 
Pendant la première guerre mondiale il est commandant en chef de l'hôpital militaire Petrogradski Nikolaev (du 23 octobre 1914 au 20 mai 1917.) 